# Sierra Leone az 1992. évi nyári olimpiai játékokon
Sierra Leone a spanyolországi Barcelonában megrendezett 1992. évi nyári olimpiai játékok egyik részt vevő nemzete volt. Az országot az olimpián 1 sportágban 11 sportoló képviselte, akik érmet nem szereztek.

## Atlétika
Férfi
| Versenyző                                                     | Versenyszám     | Előfutam | Előfutam | Előfutam | Negyeddöntő | Negyeddöntő | Negyeddöntő | Elődöntő | Elődöntő | Elődöntő | Döntő   | Döntő    |
| Versenyző                                                     | Versenyszám     | Idő      | Hely.    | Össz.    | Idő         | Hely.       | Össz.       | Idő      | Hely.    | Össz.    | Idő     | Helyezés |
| ------------------------------------------------------------- | --------------- | -------- | -------- | -------- | ----------- | ----------- | ----------- | -------- | -------- | -------- | ------- | -------- |
| Sanusi Turay                                                  | 100 m           | 10,58    | 3.       | 27.      | 10,40       | 5.          | 19.         | kiesett  | kiesett  | kiesett  | kiesett | kiesett  |
| Francis Dove-Edwin                                            | 200 m           | 21,38    | 4.       | 37.      | 21,80       | 7.          | 39.         | kiesett  | kiesett  | kiesett  | kiesett | kiesett  |
| Foday Sillah                                                  | 400 m           | 47,00    | 6.       | 42.      | kiesett     | kiesett     | kiesett     | kiesett  | kiesett  | kiesett  | kiesett | kiesett  |
| Prince Amara                                                  | 800 m           | 1:51,76  | 5.       | 43.      |             |             |             | kiesett  | kiesett  | kiesett  | kiesett | kiesett  |
| Benjamin Grant                                                | 110 m gát       | 14,27    | 7.       | 33.      | kiesett     | kiesett     | kiesett     | kiesett  | kiesett  | kiesett  | kiesett | kiesett  |
| Francis Keita Denton Guy-Williams Paul Parkinson Sanusi Turay | 4 × 100 m váltó | 40,11    | 3.       | 15.*     |             |             |             | 40,46    | 7.       | 14.      | kiesett | kiesett  |

| Versenyző    | Versenyszám | Selejtező | Selejtező | Döntő    | Döntő    |
| Versenyző    | Versenyszám | Eredmény  | Helyezés  | Eredmény | Helyezés |
| ------------ | ----------- | --------- | --------- | -------- | -------- |
| Thomas Ganda | Távolugrás  | 767 cm    | 27.       | kiesett  | kiesett  |

Női
| Versenyző        | Versenyszám | Előfutam | Előfutam | Előfutam | Negyeddöntő | Negyeddöntő | Negyeddöntő | Elődöntő | Elődöntő | Elődöntő | Döntő   | Döntő    |
| Versenyző        | Versenyszám | Idő      | Hely.    | Össz.    | Idő         | Hely.       | Össz.       | Idő      | Hely.    | Össz.    | Idő     | Helyezés |
| ---------------- | ----------- | -------- | -------- | -------- | ----------- | ----------- | ----------- | -------- | -------- | -------- | ------- | -------- |
| Melrose Mansaray | 200 m       | 24,67    | 7.       | 42.      | kiesett     | kiesett     | kiesett     | kiesett  | kiesett  | kiesett  | kiesett | kiesett  |
| Melrose Mansaray | 400 m       | 55,67    | 7.       | 37.      | kiesett     | kiesett     | kiesett     | kiesett  | kiesett  | kiesett  | kiesett | kiesett  |
| Eunice Barber    | 100 m gát   | 15,01    | 7.       | 35.      | kiesett     | kiesett     | kiesett     | kiesett  | kiesett  | kiesett  | kiesett | kiesett  |

| Versenyző     | Versenyszám | Selejtező | Selejtező | Döntő    | Döntő    |
| Versenyző     | Versenyszám | Eredmény  | Helyezés  | Eredmény | Helyezés |
| ------------- | ----------- | --------- | --------- | -------- | -------- |
| Eunice Barber | Távolugrás  | 555 cm    | 29.       | kiesett  | kiesett  |

| Versenyző     | Versenyszám | 100 m gát | 100 m gát | Magasugrás | Magasugrás | Súlylökés | Súlylökés | 200 m | 200 m | Távolugrás | Távolugrás | Gerelyhajítás            | Gerelyhajítás            | 800 m   | 800 m | Végeredmény | Végeredmény |
| Versenyző     | Versenyszám | Idő       | Pont      | Eredmény   | Pont       | Eredmény  | Pont      | Idő   | Pont  | Eredmény   | Pont       | Eredmény                 | Pont                     | Idő     | Pont  | Pont        | Helyezés    |
| ------------- | ----------- | --------- | --------- | ---------- | ---------- | --------- | --------- | ----- | ----- | ---------- | ---------- | ------------------------ | ------------------------ | ------- | ----- | ----------- | ----------- |
| Eunice Barber | Hétpróba    | 14,79     | 870       | 155 cm     | 678        | 10,71 m   | 576       | 25,66 | 827   | 576 cm     | 777        | érvényes kísérlet nélkül | érvényes kísérlet nélkül | 2:21,59 | 802   | 4530        | 26.         |

* - egy másik váltóval azonos eredményt ért el